# Герой нашего времени (телесериал)
«Герой нашего времени» — восьмисерийный художественный фильм режиссёра Александра Котта, экранизация одноимённого романа Михаила Юрьевича Лермонтова. Сюжет телесериала охватывает все главы романа — «Тамань», «Княжна Мери», «Фаталист», «Бэла» и «Максим Максимыч». Премьера первой серии состоялась 5 июня 2007 года на «Первом канале».

## Сюжет
1837 год. Изнурительная Кавказская война. Молодой офицер Григорий Печорин за участие в дуэли отправлен в ссылку в действующую армию на Кавказе. Печорину предстоит стать невольным участником стремительно разворачивающихся событий — схватки с проститутками-контрабандистами, похищения молодой черкесской княжны, ещё одной дуэли. И когда весь мир ополчится против Печорина, он продолжит свой путь в одиночестве, — герой, порождение наступившего нового времени.

## В ролях

### В главных ролях
- Игорь Петренко — Григорий Александрович Печорин
- Юрий Колокольников — Грушницкий
- Авангард Леонтьев — Вернер, доктор
- Сергей Никоненко — Максим Максимыч
- Эльвира Болгова — Вера
- Евгения Лоза — Мери, княжна

### В ролях
- Андрей Соколов — Рокотов
- Ирина Алфёрова — Лиговская, княгиня
- Альберт Филозов — Ильяшенко, полковник
- Сергей Баталов — денщик
- Леонид Окунев — Тавро
- Юльен Балмусов — генерал
- Адам Хакуринов — Азамат
- Наталья Горовенко — Бэла
- Арслан Мурзабеков — Казбич
- Заурбий Зехов — мирной князь
- Мария Беккер — девушка
- Александр Якин — слепой мальчик
- Игорь Ясулович — старуха
- Алексей Дмитриев — Янко
- Николай Токарев — Верещагин, майор
- Сергей Цепов — Ефимыч, пьяный казак
- Олег Лопухов — маленький казак
- Максим Литовченко — длинный казак
- Андрей Мерзликин — Сёмин, поручик
- Александр Соковиков — Вулич
- Мурат Кукан — перс-парикмахер
- Мадлен Джабраилова — Айсылу
- Сергей Прохоров — Шувалов, портной
- Григорий Перель — Фитингоф
- Андрей Савостьянов — Зорин
- Валерий Иваков — Тараскин
- Иван Лакшин — Манзей
- Борис Эстрин — Абрам Фин
- Игорь Письменный — Степной помещик
- Иван Агапов — чиновник в карете
- Дмитрий Куличков — Дымов
- Дмитрий Мазуров — Бекмурадов, прапорщик
- Владимир Капустин — Лапин, капитан
- Григорий Шевчук — урядник
- Александр Волков — Савичев
- Богдан Баковели — Дабанов
- Наталья Аристова — капитанша
- Василий Фунтиков — Ермолов, сумасшедший
- Александра Нижегородова — дочь помещика

### В эпизодах
- Глеб Качан
- Аркадий Айрапетян
- Вадим Мурат-Ханян
- Анжела Бабаджанова
- Алекс Головнов
- Ольга Торощина
- Владимир Жарков
- Светлана Молчанова
- Елена Беседа
- Наталья Махяддинова
- Изабелла Минасян
- Владимир Тебенко
- Сергей Путинцев
- Сергей Дозорцев
- Святослав Кравцов
- Виктор Киреев
- Мария Сахарчук — старуха, мать пьяного
- Мария Короткова
- Владимир Быстров
- Вера Костенко
- Александр Патваканян
- Никита Мацеевич
- Фаина Хупова
- Андрей Ядов
- Сергей Рябчук — земской доктор

## Съёмочная группа
- Автор сценария: Ираклий Квирикадзе
- Режиссёр-постановщик: Александр Котт
- Оператор-постановщик: Евгений Привин
- Художник-постановщик: Эдуард Галкин
- Композитор: Юрий Красавин
- Звукорежиссёр: Константин Бершачевский
- Художник по костюмам: Елена Ушакова
- Художник по гриму: Светлана Мельчикова
- Исполнительный продюсер: Александр Потёмкин
- Продюсеры:
  - Сергей Даниэлян
  - Рубен Дишдишян
  - Юрий Мороз

## Факты
- В фильме использован романс «Надолго ль расстаёмся мы…» (музыка Н. Титова, слова В. Горчакова)

## Дополнения
Появление нового сериала не вызвало крупного ажиотажа и повышенного интереса публики. Среди критиков «классического» манера, конечно же, отмечались несоответствия в сюжете фильма и романа. Однако критика кинематографическая отмечает, что натуральные кавказские виды и в целом отражение обстановки явилось несравненным преимуществом картины. Отмечена была высоко и игра актёра главной роли — И. П. Петренко, не имеющего большого опыта работы в драмах такого рода. Образ литературных героев, а самое главное, характер Печорина были переданы руководителями картины великолепно, несмотря на ряд расхождений с первоисточником.